# 马蒂亚斯·比利亚维森西奥
马蒂亚斯·塞巴斯蒂安·比利亚维森西奥（Matías Sebastián Villavicencio，1981年9月18日—）是阿根廷职业足球运动员，司职中后卫。

## 阿根廷国内
比利亚维森西奥的职业生涯首秀是在2001年11月7日，独立队1-0击败新芝加哥的比赛，2002年作为球队的一员获得了春季联赛的冠军。
2004年比利亚维森西奥加盟了阿根廷足球乙级联赛的飓风竞技，之后一个赛季中比利亚维森西奥来到了甲级联赛的奥林波俱乐部，但是球队于2006年降入乙级。随后，比利亚维森西奥帮助球队连续拿到阿乙2006年春季联赛和2007年秋季联赛冠军后，重返甲级联赛。
2008年，他伴随着奥林波俱乐部第二次降入乙级联赛，比利亚维森西奥于当年转投甲级联赛升班马图库曼圣马丁，但是赛季结束后图库曼圣马丁也遭遇降级。比利亚维森西奥离开球队加盟了圣马丁的同城死敌，新升入甲级联赛的图库曼竞技。

## 登陆中国
2010年7月，他与图库曼竞技的合约期满，加盟了中超联赛的上海申花队，以增强球队的后方实力。但是由于之前几个月缺乏系统训练，比利亚维森西奥的能力始终得不到主帅布拉泽维奇的认可，在少数的出场机会中也无出众表现，远未能取得更换外援预期的效果。赛季结束后他与俱乐部提前解除了剩余合同，返回阿根廷加盟了乙级联赛球队。